# Alekséi Stajánov
Alekséi Grigórievich Stajánov (en ruso: Алексей Григорьевич Стаханов, 3 de enero de 1906, Lugovaya, óblast de Oriol - 5 de noviembre de 1977) fue un célebre minero soviético. 
Fue nombrado Héroe del Trabajo Socialista en 1970 por ser ejemplo de sacrificio personal dedicado al progreso del país. De su apellido deriva el estajanovismo. 
En 1935 consiguió extraer catorce veces más la media de carbón que sus compañeros, que era de siete toneladas: él extrajo, en seis horas, 102 toneladas. Entonces, la propaganda soviética lo escogió como modelo para el resto de trabajadores de la URSS.

## Biografía

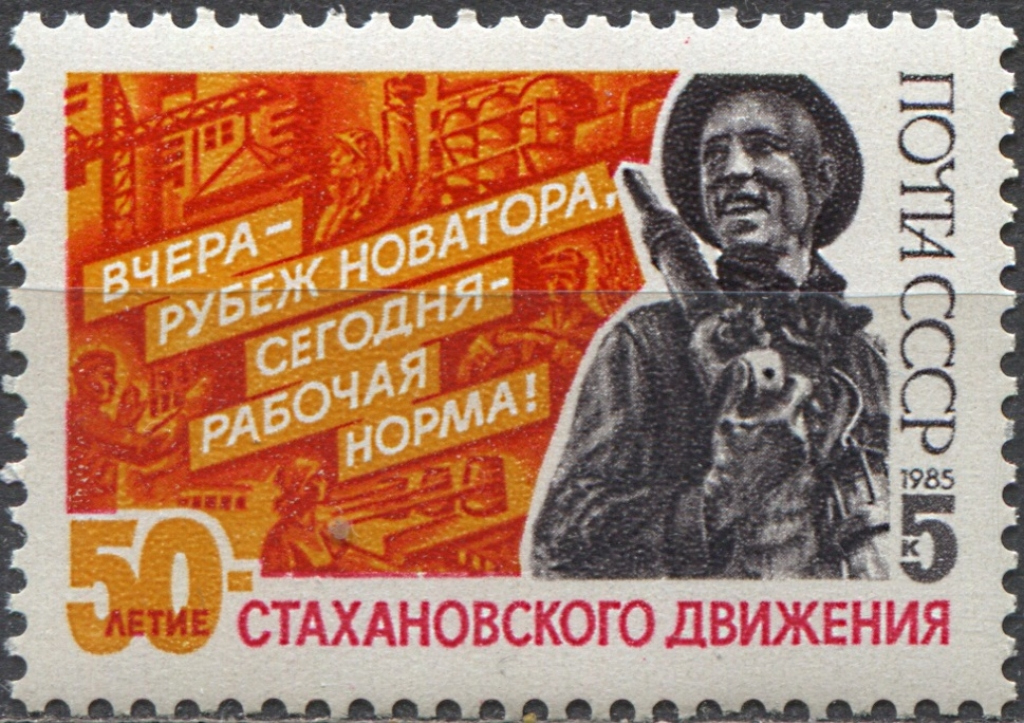
Stajánov en una estampilla de la época.

En 1927, empezó trabajando en la mina de Tsentrálnaya-Írmino, en la ciudad de Kádievka, en el Donbass. En agosto de 1935 fue cuando batió el famoso récord, 102 toneladas de carbón extraídas en 5 horas y 45 minutos de trabajo. El 9 de septiembre, Stajánov rompió su propio récord con la extracción de 227 toneladas de carbón. Es a partir de este momento cuando se convierte en modelo para todos los trabajadores, por su empuje y su sacrificio. Incluso fue portada del Time Magazine.
Entre 1936 y 1941, Stajánov estudió en la Academia Industrial de Moscú. Entre 1941 y 1942, fue nombrado director de la mina n.º. 31 de Karagandá. Entre 1943 y 1957, Stajánov trabajó en el Ministerio de la Industria del Carbón de la Unión Soviética. Entre 1957 y 1959, se lo nombró jefe del trust Chistyakovantratsit, como ayudante del ingeniero en jefe de la mina n.º. 2/43 en el departamento Torezantratsit del trust antes mencionado. Aquí permaneció hasta su jubilación en 1974. 
Stajánov también fue diputado del Soviet Supremo. Recibió dos Órdenes de Lenin, una Orden de la Bandera Roja y numerosas medallas. El último domingo de agosto fue proclamado la «Festividad del minero de carbón», en su honor.

## Controversia
La validez del registro de Stajánov ha sido puesta en duda en diversas ocasiones. En 1985, The New York Times publicó una historia alegando que si Stajánov había tenido éxito en su hazaña, fue solo porque el Partido Comunista de la Unión Soviética había organizado el evento como una forma de levantar la moral pública, con muchos otros mineros trabajando para ayudarle a lograr el récord minero.